# Anjuj (affluente della Kolyma)
L'Anjuj è un fiume della Russia siberiana orientale settentrionale, affluente di destra della Kolyma. Scorre nel Nižnekolymskij ulus della Sacha-Jakuzia.
Dal corso brevissimo (8 km), costituisce la parte terminale di un sistema fluviale che vede come principali assi idrografici i due fiumi gemelli Bol'šoj Anjuj e Malyj Anjuj (rispettivamente, "grande" e "piccolo" Anjuj).
Sfocia nel basso corso della Kolyma; è interessato dal congelamento delle acque per un periodo di 8-9 mesi l'anno.